# Tallahassee Tennis Challenger 2022
Il Tallahassee Tennis Challenger 2022 è stato un torneo maschile di tennis professionistico. È stata la 22ª edizione del torneo, facente parte della categoria Challenger 80 nell'ambito dell'ATP Challenger Tour 2022, con un montepremi di 53 120 €. Si è svolto dal 18 al 24 aprile 2022 sui campi in terra verde del Forestmeadows Tennis Complex di Tallahassee, negli Stati Uniti.

## Partecipanti

### Teste di serie
| Nazionalità | Giocatore                  | Ranking* | Testa di serie |
| ----------- | -------------------------- | -------- | -------------- |
| Argentina   | Tomás Martín Etcheverry    | 95       | 1              |
| Stati Uniti | Steve Johnson              | 107      | 2              |
| Colombia    | Daniel Elahi Galán         | 128      | 3              |
| Ecuador     | Emilio Gómez               | 131      | 4              |
| Cile        | Marcelo Tomás Barrios Vera | 144      | 5              |
| Stati Uniti | Jeffrey John Wolf          | 151      | 6              |
| Stati Uniti | Mitchell Krueger           | 153      | 7              |
| Stati Uniti | Tennys Sandgren            | 165      | 8              |

* Ranking all'11 aprile 2022.

### Altri partecipanti
I seguenti giocatori hanno ricevuto una wild card per il tabellone principale:
- Antoine Cornut Chauvinc
- Aleksandar Kovacevic
- Alex Rybakov

I seguenti giocatori sono passati dalle qualificazioni:
- Daniel Dutra da Silva
- Gijs Brouwer
- Jonathan Mridha
- Arthur Fils
- Mikael Torpegaard
- Christian Langmo

## Campioni

### Singolare
Wu Tung-lin ha sconfitto in finale  Michael Mmoh con il punteggio di 6–3, 6–4.

### Doppio
Gijs Brouwer /  Christian Harrison hanno sconfitto in finale  Diego Hidalgo /  Cristian Rodríguez con il punteggio di 4–6, 7–5, [10–6].